# Municipio de Big Stone (Dakota del Norte)
El municipio de Big Stone (en inglés: Big Stone Township) es un municipio ubicado en el condado de Williams en el estado estadounidense de Dakota del Norte. En el año 2010 tenía una población de 31 habitantes y una densidad poblacional de 0,33 personas por km².

## Geografía
El municipio de Big Stone se encuentra ubicado en las coordenadas 48°34′58″N 103°19′52″O / 48.58278, -103.33111. Según la Oficina del Censo de los Estados Unidos, el municipio tiene una superficie total de 92.9 km², de la cual 92,49 km² corresponden a tierra firme y (0,44 %) 0,41 km² es agua.

## Demografía
Según el censo de 2010, había 31 personas residiendo en el municipio de Big Stone. La densidad de población era de 0,33 hab./km². De los 31 habitantes, el municipio de Big Stone estaba compuesto por el 90,32 % blancos, el 9,68 % eran asiáticos. Del total de la población el 0 % eran hispanos o latinos de cualquier raza.